# Pensamiento mágico
El pensamiento mágico o conocimiento mágico consiste en una manera de llegar a conclusiones basada en supuestos informales erróneos o no justificados, frecuentemente sobrenaturales, que genera opiniones o ideas carentes de fundamentación empírica robusta. Básicamente consiste en atribuir un efecto a un suceso determinado sin existir una relación de causa-efecto comprobable entre ellos. Esto sucede muchas veces con la superstición, la religión y diversas creencias populares. 
En un sentido más técnico se puede describir como una forma de razonamiento que consiste en utilizar la lógica de las operaciones mentales sobre la realidad externa para explicar el funcionamiento de esta última. De esa manera el pensamiento mágico proyecta las propiedades de la experiencia psicológica (finalidad o intención, por ejemplo) sobre la realidad biológica o inerte. También puede considerarse pensamiento mágico a la transferencia de conceptos derivados de la observación biológica a la forma en que opera la naturaleza inanimada.
La consecuencia es que el sujeto (o el grupo social) atribuye relaciones causales entre acciones y eventos no conectados entre sí y que el consenso científico no acepta como válidas. En religión, religiosidad popular y superstición, la correlación es un presupuesto que relaciona rituales religiosos, oraciones, sacrificios u observancias de un tabú con ciertas expectativas de beneficio y recompensa. En psicología clínica puede causar que un paciente experimente miedo de realizar ciertos actos o albergar ciertos pensamientos debido a que asume una correlación entre aquello y terribles calamidades. El pensamiento mágico puede conducir a creer que pensamientos personales per se pueden ocasionar efectos en la realidad o que pensar en algo equivale a hacerlo. Es por tanto un tipo de razonamiento causal de falacia de causa cuestionable que busca relaciones insignificantes de fenómenos (coincidencias) entre actos y eventos. El pensamiento mágico genera la creencia errónea de que los propios pensamientos, palabras o actos causarán o evitarán un hecho concreto de un modo que desafía las leyes de causa y efecto comúnmente aceptadas.
Forma parte del desarrollo normal del niño, y durante siglos la ciencia más avanzada de su época mostró rasgos de pensamiento mágico, como el teleologismo aristotélico.
Por otro lado, el pensamiento cuasimágico describe «casos en los que sujetos actúan como si creyeran erróneamente que sus acciones influencian los resultados, aun cuando no lo crean realmente».

## Generalidades

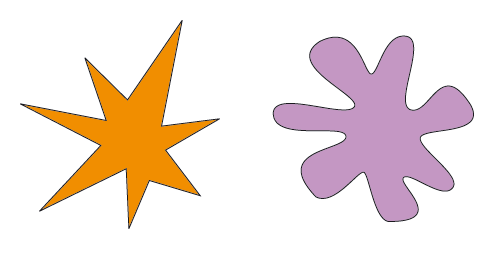
Esta imagen se usa en un test para demostrar que el ser humano no asigna los sonidos a los objetos arbitrariamente. El test es el siguiente: imagine que una tribu remota llama a una de estas dos formas Booba y a la otra Kiki. Trate de adivinar cuál es cuál y clique en la imagen para valorar su respuesta. Debajo de la respuesta en inglés, aparece la respuesta en español.

En psicología y ciencia cognitiva, el pensamiento mágico es un raciocinio causal no científico; por ejemplo, la superstición.
La magia, a diferencia de la ciencia, no distingue la coincidencia casual de la causalidad. Por ejemplo, alguien puede acreditar que una camisa da suerte si vistiéndose con ella ha ganado un torneo deportivo. Continuará usando la misma camisa y, aunque gane algunas competiciones y pierda otras, continuará acreditando sus victorias a la "camisa de la suerte". Suele estar basado en prejuicios o percepciones psíquicas subjetivas del individuo/colectivo. Quizá por haber sido precondicionado por otras personas que haya conocido o aceptando de algún modo las teorías de dichos individuos con esas percepciones.
Ante percepciones de: espejismos, realidad de los sueños, predicción de comportamientos en micro y macro entornos... los sentidos del ser humano, pueden carecer de fundamentación objetiva y modelan la realidad, desde un punto de vista antropomórfico, con recursos filosóficos concomitantes.
Un prejuicio cognitivo (en inglés cognitive bias), predisposiciones cognitivas, es una distorsión cognitiva, en el modo en el que los humanos percibimos la realidad. Algunos de estos procesos han sido verificados empíricamente en el campo de la psicología, otros están siendo considerados como categorías generales de prejuicios.
En psicología, algunos tipos de personalidad, están influidos en mayor o menor grado por el razonamiento mágico, y ciertas enfermedades mentales, como la esquizofrenia, pueden tener conclusiones ideadas a partir del pensamiento mágico, como la telepatía o el control de la mente.
A diferencia de la dimensión cognitiva (percepciones, memoria, atención, inteligencia, creatividad, lenguaje), al hablar de personalidad se les da preferencia a los procesos emotivos y tendenciales del individuo, aunque los diferentes factores ejercen una influencia directa entre sí. Los trastornos de personalidad son un conjunto de perturbaciones o anormalidades que se dan en las facetas emocionales, afectivas, motivacionales y de relación social.
Por aplicación de diferentes estudios, la psicología experimental ha dado muestra de que las personas con cierta tendencia al pensamiento mágico tienen un alto grado de creatividad. También destacan por una mayor velocidad a la hora de asociar y relacionar palabras. En muchas de ellas, suele coincidir con la aparición del fenómeno mental del izquierdismo (no confundir con el izquierdismo político), descubierto por la neuropsiquiatra Christine Moore. Igualmente, existen también ciertas investigaciones que relacionan la obsesión por los pensamientos mágicos con una cierta lentitud cognitiva y pobreza de pensamiento.

### Pensamiento mágico y pensamiento religioso
Según Julio Caro Baroja, durante mucho tiempo se sostuvo la tesis de que el pensamiento mágico era más antiguo o primitivo que el pensamiento religioso y que los procedimientos mágicos (benéficos o maléficos) "eran anteriores, en conjunto, a los procedimientos propios de las sociedades con una religión organizada y con ritos adecuados para impetrar el favor de la Divinidad o de las divinidades. Del conjuro con que se expresan la voluntad y el deseo... se pasó a la oración, que implica acatamiento y vasallaje". Frazier fue el autor que acabó de perfilar esta teoría, aunque era consciente de que los hechos que se reputaban como mágicos muy a menudo se daban asociados a los considerados como religiosos. En ese caso daba por sentado que los primeros correspondían a una fase diferente y anterior a la de los segundos.
Julio Caro Baroja afirma, por el contrario, que religión y magia en el mundo antiguo formaban parte de un único sistema. Señala que a Frazer y a sus continuadores ya les resultó muy difícil "separar lo estrictamente mágico de lo religioso, en sistemas tales como el de la religión de los egipcios, caldeos y otros pueblos antiguos. Y lo que se deducía a la postre de su inmensa colección de datos y de otras colecciones parecidas era que no solamente los ritos religiosos estaban unidos con enorme frecuencia a los actos mágicos, sino que también cada grupo de creencias religiosas contaba con su Magia particular". Para respaldar su afirmación Caro Baroja demuestra que la magia y la religión en Grecia y en Roma formaban parte de un único sistema.
Caro Baroja concluye:

Podemos admitir, sí, en bloque, que el campo en el que opera más el pensamiento mágico es el campo del deseo y de la voluntad que ha roto otros vínculos, y que en tanto en cuanto la mente humana se somete de modo fundamental a ideas de acatamiento, agradecimiento y sumisión, sigue dentro del campo de los sentimientos religiosos.

Ahora bien, en un caso u otro, dentro de la vida práctica, entre el sujeto que desea una cosa, buena o mala, incitado por odio o amor y el objeto de su deseo, suele interferirse con frecuencia un tercer elemento que, en unos casos, es esencialmente mago o hechicero y en otros sacerdote. Uno conjura, el otro normalmente ora y sacrifica. Pero a veces también, el sacerdote recurre a prácticas mágicas, a conjuros y el mago a oraciones y sacrificios.

## Función del pensamiento mágico
Para la psiquiatría, este tipo de pensamiento, que por definición se opone al pensamiento lógico, es más frecuente entre los niños, y en las personas pertenecientes a sociedades primitivas contemporáneas que se guían por la costumbre ralentizando el desarrollo sociocultural. El pensamiento mágico también suele estar presente, en las personas con trastornos de tipo obsesivo-compulsivo. Estas personas realizan una serie de rituales estereotipados para librarse de algunas ideas extrañas que las asaltan de forma repetitiva e insistente, a pesar de que ellas mismas las consideran con poco fundamento o completamente absurdas: ideas obsesivas.
Es más que probable que elementos básicos del comportamiento cultural humano, tengan su origen en trastornos obsesivo-compulsivos que lograron la aceptación social, y resulta evidente que este esquema pervive hoy en las sociedades, en las que el pensamiento científico se ha impuesto al mágico pero sin llegar a reemplazarlo de verdad o completamente, en el núcleo del psiquismo humano, ya que, obviamente, a muchos individuos el pensamiento lógico no les ha logrado dar respuestas a todos sus miedos, con la eficacia psicosocial de las explicaciones emocionales, elaboradas por el pensamiento mágico, a fin de eludir la ansiedad. (Véase: Mecanismo de defensa).
Según el Cfr. Pepe Rodríguez, el pensamiento mágico —desde sus inicios y, aún actualmente, en todas las culturas primitivas contemporáneas— cumple un papel fundamental para afianzar la supervivencia del ser humano y en numerosos casos, impulsar su desarrollo cultural. Sin la aparición del pensamiento mágico, el ser humano aún permanecería anclado en sus primeros estadios de evolución.
Así, se supone que durante el paleolítico y en culturas afines actuales, para el individuo supersticioso, la superstición cumple un papel positivo de estabilidad para la psiquis, por medio de los mecanismos de defensa.
El agua, en sus diferentes manifestaciones; la luna y el sol, que determinaban muchos comportamientos de los seres vivos, incluidos los de los humanos; los ciclos estacionales sucediéndose con periodicidad; el volar de las aves; la capacidad reproductora de los seres vivos, la serpiente; el ciclo vital de árboles y plantas de los que dependían su supervivencia; las características específicas de los grandes animales: bóvidos, cérvidos, felinos, osos, jabalíes, etc. que les eran más próximos y accesibles.
Todos esos elementos, conjugados con el pensamiento mágico, permitieron construir, mediante analogías, las primeras abstracciones capaces de facilitar una interpretación del micro y del macrocosmos, una base que posibilitó emprender las primeras clasificaciones del universo, percibido por los sentidos, ordenando sus elementos y fenómenos dentro de un conjunto de categorías coherente, y, en consecuencia, alejaron a nuestra especie de la incertidumbre, creando orden y certeza allí donde no parecía haber más que caos. De lo útil de ese intento, da fe el hecho de que la totalidad de esas abstracciones simbólicas, aún perviven y tienen vigencia entre las supersticiones y religiones actuales.

## Análisis

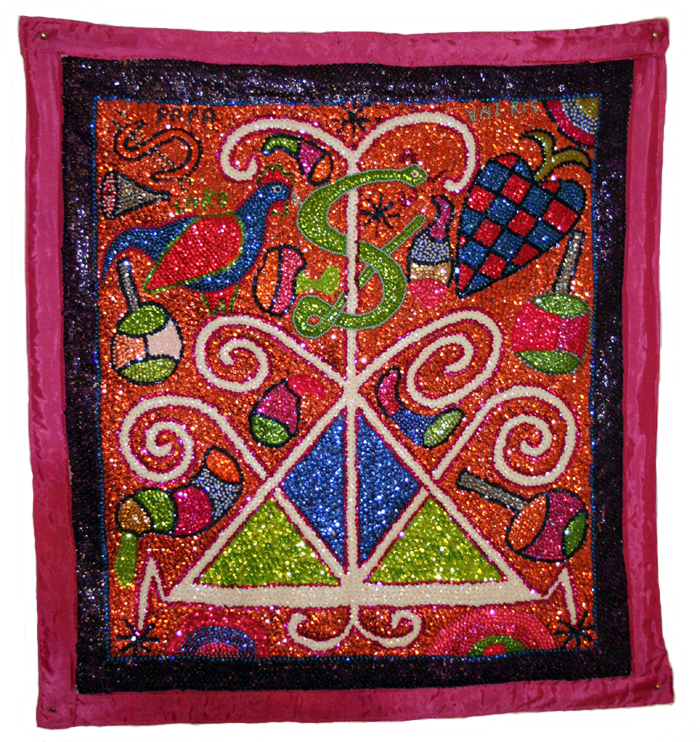
Bandera Vudú.

El pensamiento mágico se fundamenta en creencias cuya estructuración no sigue un patrón racional. Suele estar basado en percepciones psíquicas subjetivas del individuo/colectivo, pudiendo haber sido influenciado por otras personas que conocen o aceptan de algún modo dichas teorías o creencias. En psiquiatría, varias enfermedades mentales y trastornos de personalidad se caracterizan por asumir diversos grados de pensamiento mágico. Se utiliza el método científico para remarcar lo endeble y arbitrario de las convicciones basadas en lo sobrenatural.
El pensamiento mágico y las personas que hacen uso de él, no ponen en duda dichas percepciones; por tanto, sin una base crítica o tamiz de la realidad, dicho pensamiento puede generar una pseudociencia «mágica» basada en hipótesis puramente especulativas. De hecho, una idea, no se acepta como válida si no está fundamentada en hipótesis rigurosas y contrastables, en cualquier ciencia que se precie de serlo. El método científico está sustentado por dos pilares fundamentales: el primero es la reproducibilidad, es decir, la capacidad de repetir un determinado experimento en cualquier lugar y por cualquier persona; este pilar se basa, esencialmente, en la comunicación y difusión de los resultados obtenidos. El segundo pilar es la falsabilidad, es decir, que toda proposición científica tiene que ser susceptible de ser falsada.
En el pensamiento mágico, se toman como postulados válidos ciertas creencias fuertemente arraigadas en el pasado, y sobre éstas se construye un mundo aparentemente racional, siguiendo pautas lógicas y pseudocientíficas. De este modo, una persona que no haya tamizado previamente dichas ideas o pensamientos, hasta encontrar sus bases más fundamentales, le puede parecer a simple vista que dichos pensamientos tienen fundamentos y coherencia científica y, hasta cierto punto, poseen consistencia.
Ejemplos de esto pueden ser las prácticas adivinatorias, como la astrología, la numerología y otra serie de pseudociencias que aceptan postulados mágicos, arraigados histórica y culturalmente que, para el hombre creyente, les induce a conclusiones y razonamientos mucho más satisfactorios y, aparentemente, con más sentido y significado que la propia ciencia.
Se sabe que los sentimientos «colorean» o matizan nuestros procesos mentales. Conocemos muchas zonas y funciones del cerebro, pero no comprendemos desde un punto de vista científico qué es la conciencia, ni sabemos cómo el cerebro tiene conciencia de sí mismo. Es todavía un reto. Sólo lo conocemos desde el punto de vista filosófico. Los científicos, desde varias perspectivas biológicas: Etología, Neurofisiología, Neuroanatomía, Neurociencia y psicología evolutiva intentan explicar la conciencia.

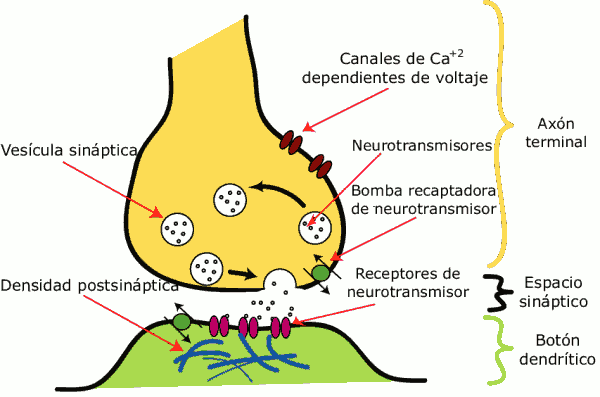
La sinapsis permite a las neuronas comunicarse entre sí, transformando una señal eléctrica en otra química.

La psiquis está relacionada con la autoconsciencia del individuo. El sistema nervioso de los animales y del hombre se rige por una lógica funcional dependiente del estímulo recibido.
Empleando un símil de la informática, podríamos comparar el encéfalo al hardware, y la psique al software que ejecuta distintos programas. Según la «programación» que se haya introducido –generada por el medio ambiente, el medio social, percepciones, sensaciones, o emociones–, la psiquis ejecutará diversos «programas».
Normalmente, cuando la psiquis esta sana, dota al individuo de más oportunidades de adaptación al medio ambiente. Esta adaptación es el proceso por el cual un organismo se adecua al ambiente y a los cambios que operan en él. Todos los elementos jóvenes de todas las especies, incluida la humana, comienzan la vida con un bagaje mínimo necesario para que la adaptación se realice con «normalidad». Ya que este programa, con el que nacemos, desarrolla un «juego» con el mundo exterior. El aprendizaje juega un rol importante en esta adaptación, más importante en la medida de lo complejo que el organismo sea. En los seres humanos, el aprendizaje del individuo, generalmente, está mediatizado por la educación (ver Etología).
El cerebro está conformado por una solución salina de cloruro sódico, donde los iones de potasio, calcio, etc., juegan un papel importante, interrelacionándose con los neurotransmisores. Hasta el punto que, si los niveles de la solución salina no son los adecuados, la transmisión eléctrica neuroquímica cesa y se produce el deterioro celular, apareciendo fenómenos de degeneración celular como el Parkinson o el Alzheimer. Algunas distorsiones cognitivas generan percepciones erróneas, como la persistencia de la visión retiniana o persistencia óptica que, junto al fenómeno phi, se utilizan en cinematografía para crear la ilusión de movimiento.

## Estudios sobre el pensamiento mágico
El pensamiento mágico, estudiado en psicología y antropología, es la razón de ser de muchas obras científicas, que tratan de aspectos como:
1. La magia designa las creencias metafísicas, cuyo elemento central y diferenciador es la capacidad humana de modificar la realidad sin medios estrictamente causales. La magia en general es también designada a menudo como brujería. Muchos inventos modernos son magia para las sociedades primitivas, y suplen las capacidades buscadas por los antiguos magos.
2. La religión, a veces usada como sinónimo de fe o sistema de creencias, se define como creencia sobre todo lo que concierne a lo sobrenatural, sagrado o divino, y a los códigos morales, prácticas, rituales, valores e instituciones relacionadas con dicha creencia. En ocasiones, la palabra religión se usa para designar lo que debería ser llamado "religión organizada" u "organización religiosa", es decir, organizaciones que dirigen la práctica de ciertas religiones, frecuentemente bajo la forma de entidades legales.
3. El ocultismo es el estudio de las doctrinas ocultas de las diversas religiones y filosofías, haciendo hincapié en fenómenos paranormales y supuestos poderes ocultos del ser humano.
4. El esoterismo es el estudio y la práctica de tradiciones esotéricas, es decir, vinculadas a corrientes religiosas y filosóficas, pero (al menos en origen) desconocidas o secretas para el gran público.
5. La pseudociencia (del latín pseudo «falso» y scientia «conocimiento»: «falsa ciencia») es el conjunto de metodologías, prácticas o creencias no científicas pero que reclaman dicho carácter. Este concepto es utilizado por los enfoques epistemológicos ocupados en el criterio de demarcación de la ciencia. El término se usa para establecer una clara diferencia con las ciencias exactas y naturales. Por ejemplo, muchos estudiosos del fenómeno paranormal se dedican a catalogar evidencias anecdóticas, como recuentos de supuestos testigos que afirman haber presenciado un fenómeno paranormal.
 Las pseudociencias se caracterizan por la falta de falsabilidad: la imposibilidad de diseñar un experimento que pruebe la falsedad de la afirmación, y un marcado sesgo cognitivo: la tendencia subjetiva del observador o del testigo a creer con mayor facilidad ciertas afirmaciones acordes con su visión del mundo y otras falacias que invalidan dicho enfoque.
6. La superstición es la creencia, no fundamentada, o irracional, de que ciertas prácticas (como rezos, ensalmos, conjuros, hechizos, maldiciones u otros rituales), o determinados acontecimientos (como la caída de sal al suelo o la llegada de un martes 13), pueden alterar el destino o la suerte de una persona. Se incluyen entre las supersticiones la adivinación y sus distintas disciplinas astrología, quiromancia, cartomancia o tarot, geomancia o feng-shui, espiritismo etc.
7. Una creencia es un modelo creado por la mente para satisfacer un deseo, generalmente sobre un hecho (real o imaginario) del cual se desconoce o no se acepta una explicación racional. Los individuos que comparten una creencia, darán por buena dicha proposición y actuarán como si fuese verdadera, recopilando dogmas y/o estableciendo normas morales que suelen ser necesarias para poder sustentar los dogmas.